# Archon apollinus
Archon apollinus (Herbst, 1789), è un Lepidottero della famiglia Papilionidae.
La morfologia (soprattutto i genitali), le fasi di sviluppo e il genotipo di questa specie sono stati a lungo oggetto di analisi accurate, che hanno condotto, tra l'altro alla differenziazione della specie affine Archon apollinaris (Higgins, 1975; De Freina, 1985; Carbonell, 1991; Hensle, 1993; Nardelli, 1993; Hesselbarth e al., 1995; Löbel e Drechsel, 1996; Köstler e Abajiev, 1998).
Va peraltro sottolineato che, laddove le specie del genere Archon coesistono nello stesso areale, presentano il fenomeno dell'intersterilità.

## Descrizione

### Adulto
I cromatismi delle ali sono alquanto variabili; in taluni casi gli esemplari più anziani perdono le scaglie, soprattutto nelle ali anteriori, tanto che queste appaiono pressoché trasparenti.
L'apertura alare è compresa tra 27 e 30 mm.

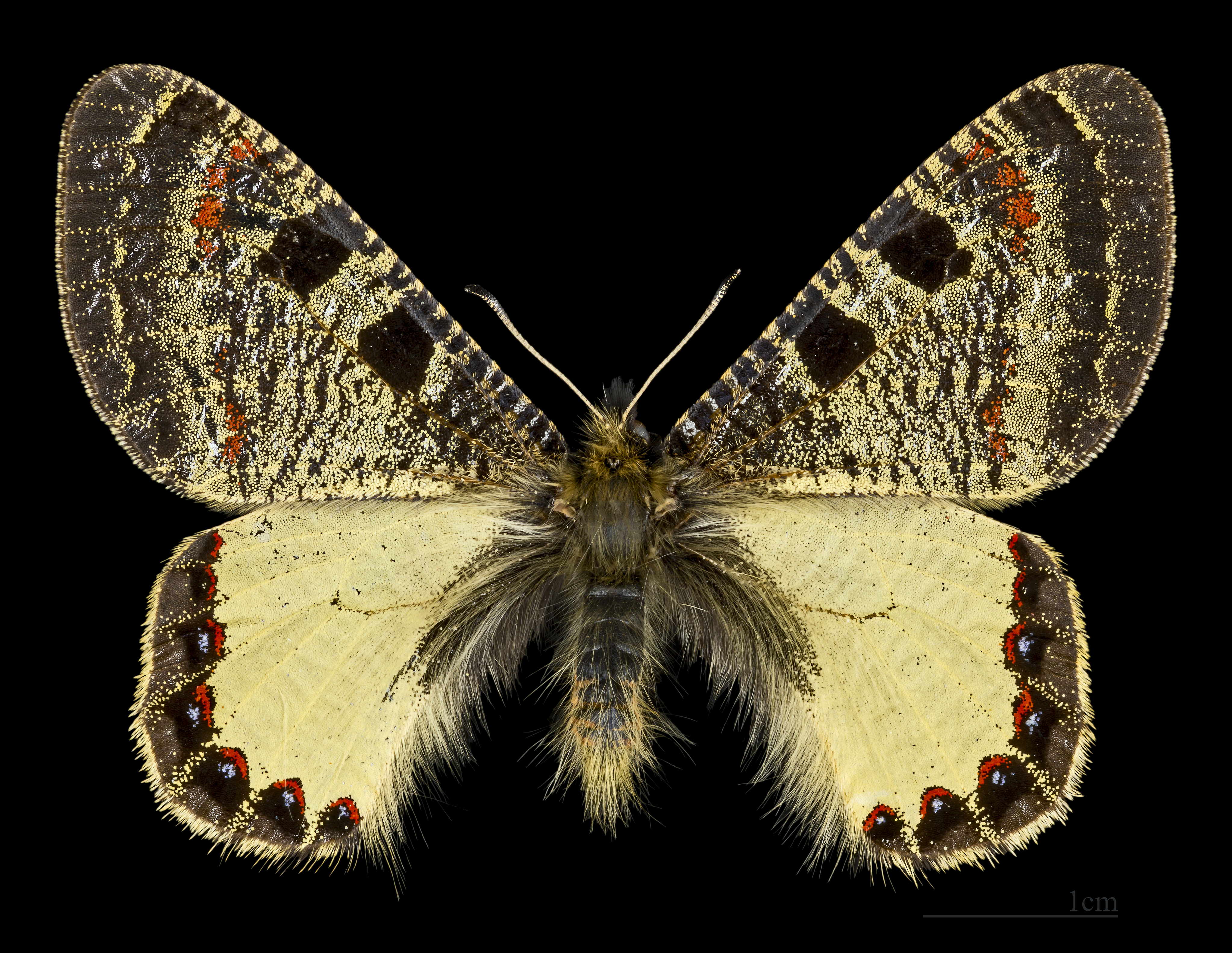
Maschio
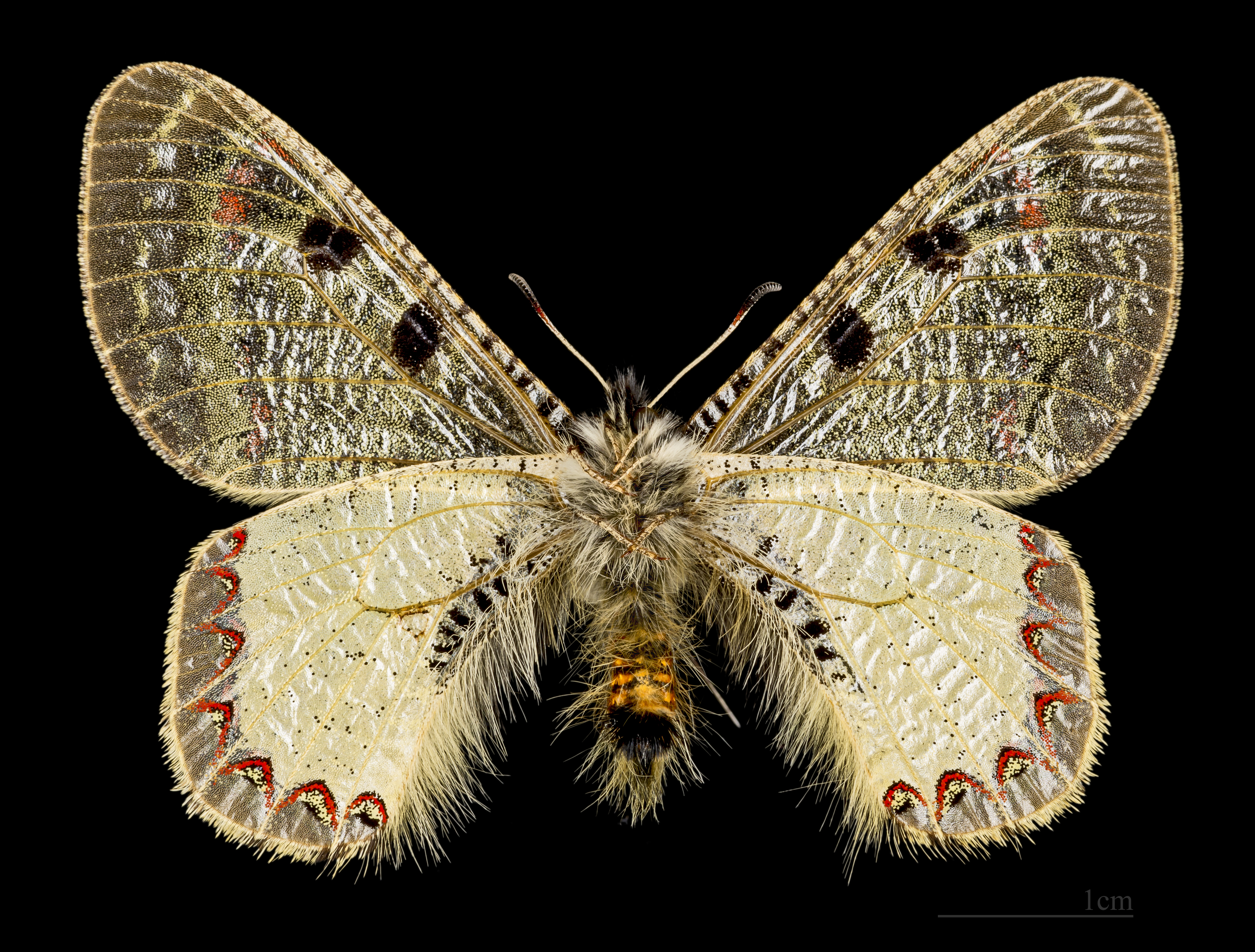
Maschio △
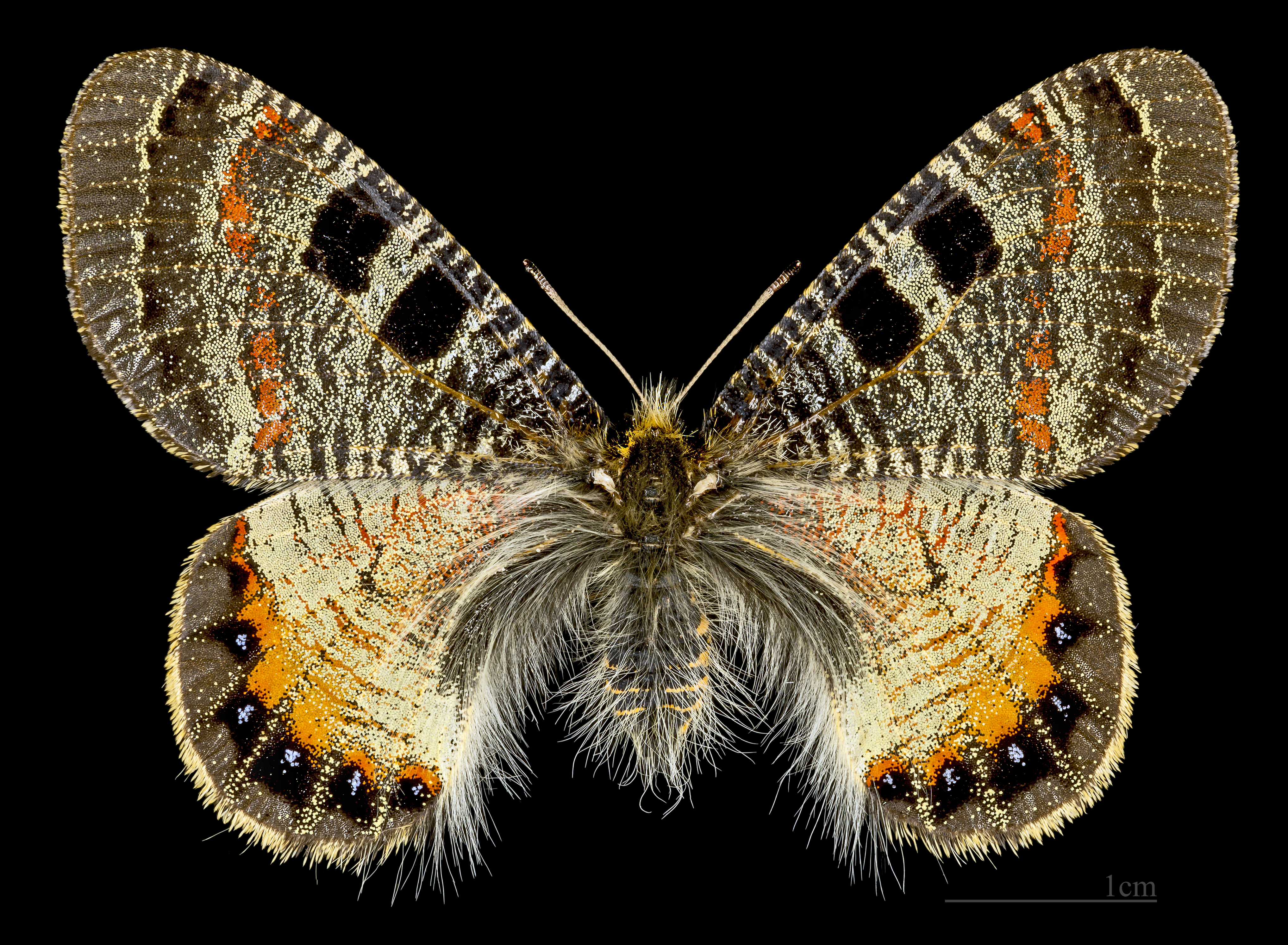
Femmina
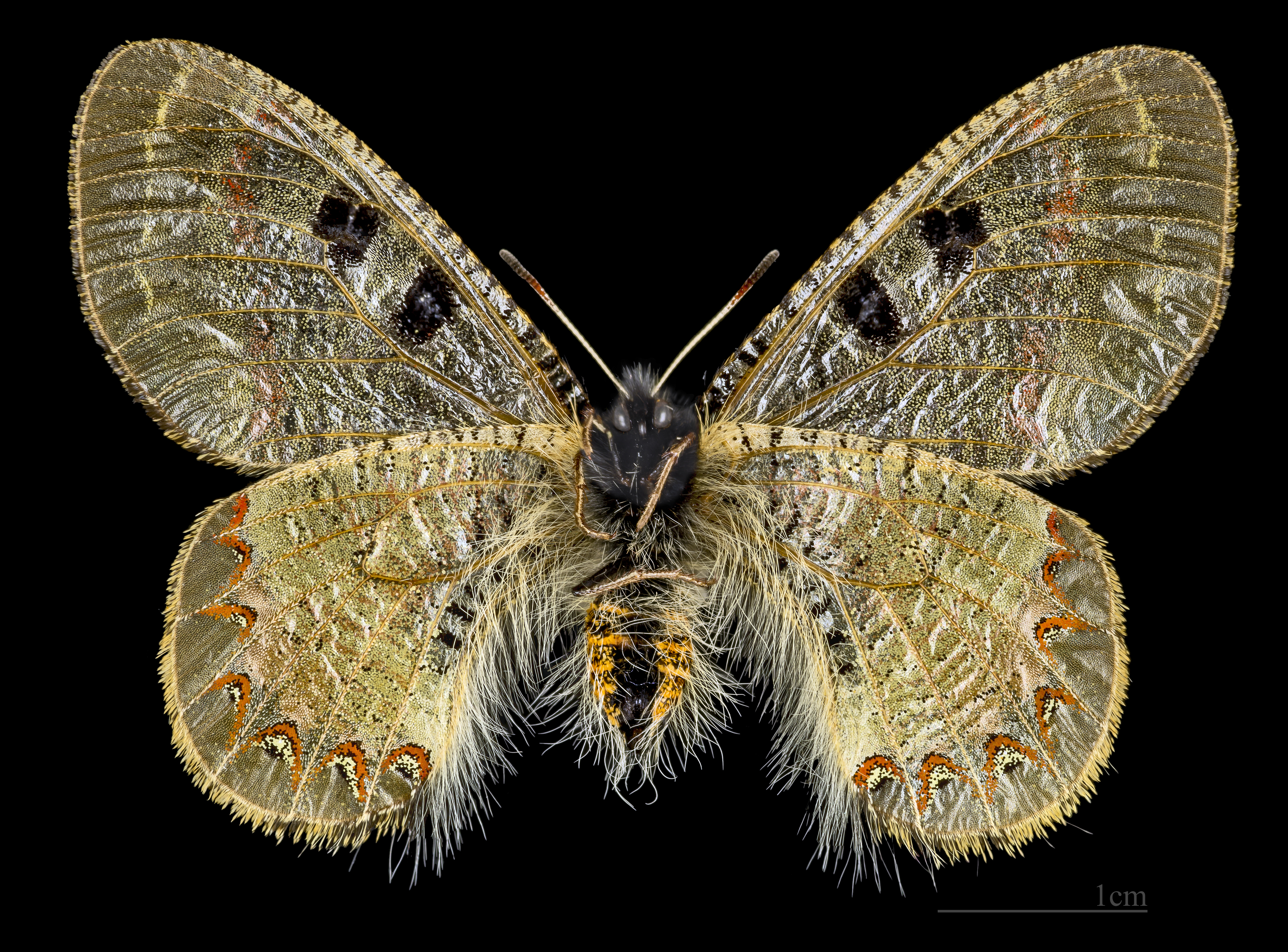
Femmina △

### Uova
Le uova si rinvengono tra marzo e maggio.

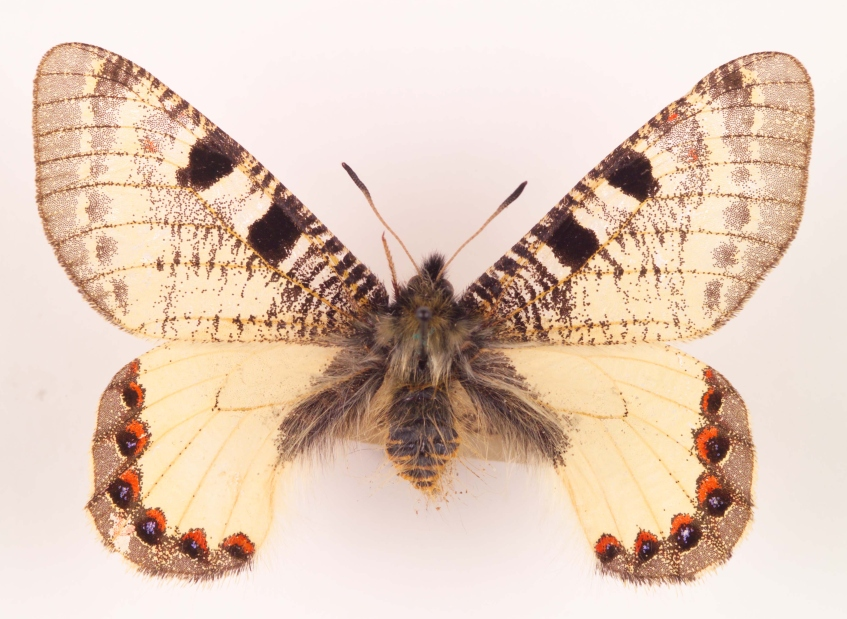
Maschio di Archon apollinus

### Larva
Le larve si trovano da aprile alla metà di luglio.

### Pupa
Le crisalidi, rinvenibili da luglio ad aprile, rappresentano lo stadio con cui la specie affronta l'inverno.

## Biologia

### Periodo di volo
Tra marzo e aprile.

### Alimentazione
Le larve parassitano le essenze di specie del genere Aristolochia (fam. Aristolochiaceae) (Larsen, 1974, Buresch, 1915; Koçak, 1977, 1982; De Freina, 1985; D'Abrera):
- Aristolochia auricularia
- Aristolochia billardieri
- Aristolochia bodamae
- Aristolochia bottae
- Aristolochia hastata
- Aristolochia hirta
- Aristolochia maurorum
- Aristolochia paecilantha [= A. scabridula]
- Aristolochia parvifolia
- Aristolochia rotunda
- Aristolochia sempervirens.

Pare invece che non vada annoverata tra le piante ospiti Aristolochia clematis, precedentemente riportata in elenco (Bryk, 1934), i cui alcaloidi in laboratorio hanno provocato la morte delle larve in pochi giorni (Carbonell, non pubblicato).

## Distribuzione e habitat
La specie si trova nella Grecia orientale, Turchia nord-occidentale, Iraq, Siria, Giordania, Israele e Libano (Hesselbarth e al., 1995; Pamperis, 1997; Larsen, 1974 e Benyamini, 2002). La popolazione greca è stata introdotta a partire dalla Turchia durante la prima guerra mondiale (Köstler e Abajiev, 1998).

Ha lo status di vulnerabile in tutto l'areale ed è protetta in Grecia (Pamperis, 1997).
L'habitat è rappresentato da pendii accidentati, al di sotto dei 1500 m di quota (Chinery, 1989).

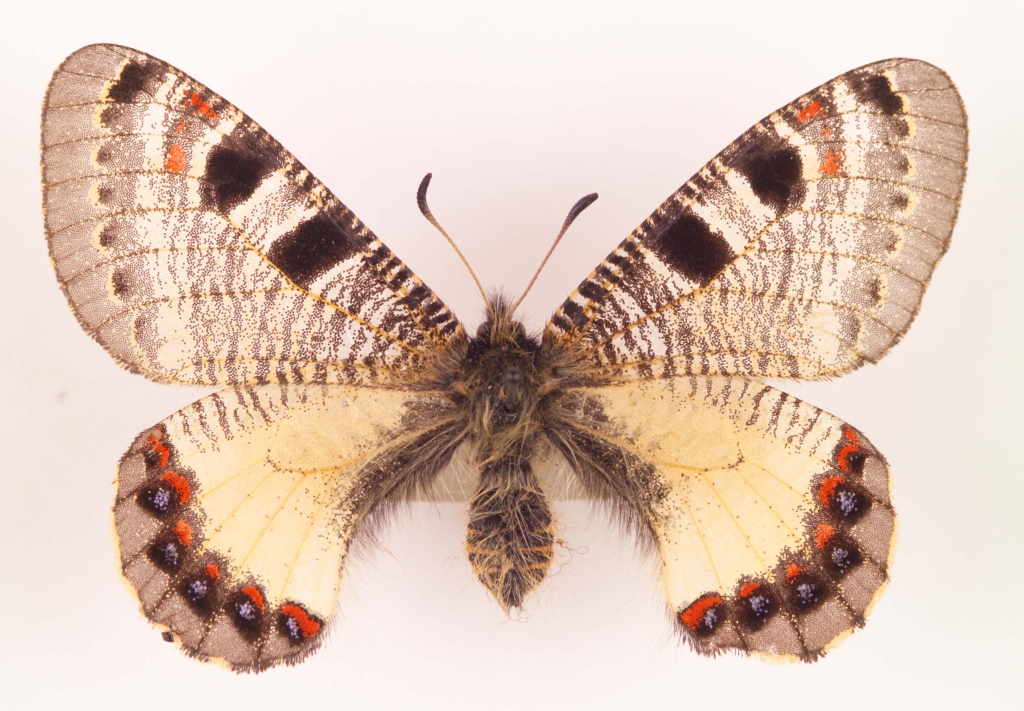
Femmina di Archon apollinus

## Tassonomia
Al momento vengono riconosciute cinque sottospecie per questo taxon (De Freina, 1985), in base a studi condotti sui genitali, e sulle fasi di sviluppo (Hesselbarth e al., 1995):

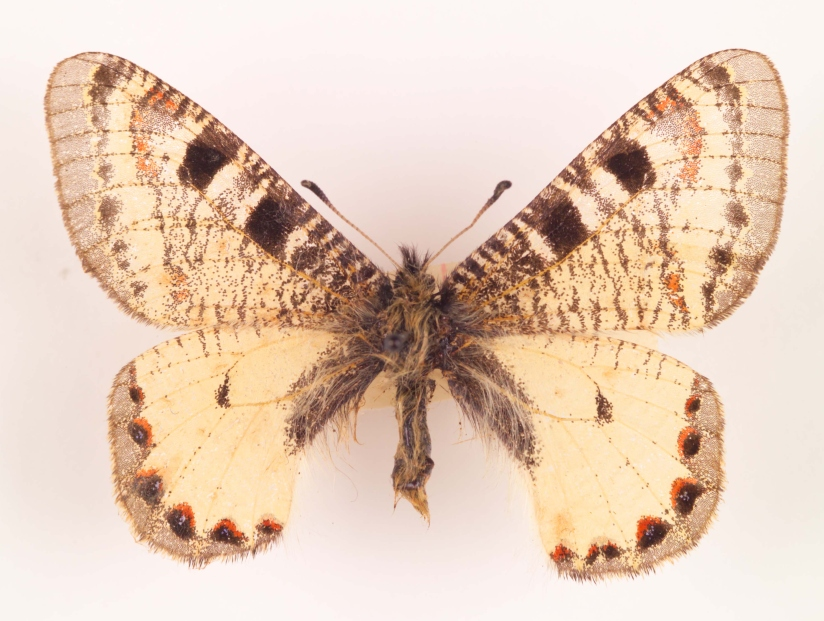
Archon apollinus amasina

- Archon apollinus amasina Staudinger, 1901 (Anatolia)
- Archon apollinus apollinus (Herbst, 1789) (Grecia orientale e Turchia nord-occidentale)
- Archon apollinus drusica De Freina & Leestmans, 2003 (Siria)
- Archon apollinus forsteri Koçak, 1977 (Turchia)
- Archon apollinus nikodemusi Stüning & Wagener, 1989 (Turchia)

Varie altre sottospecie sono state incluse in Archon apollinus apollinus (De Freina, 1985).